# 南定镇
南定镇，是中华人民共和国山東省淄博市张店区下辖的一个乡镇级行政单位。

## 行政区划
南定镇下辖以下地区：
朝阳社区、晴照社区、夏庄社区、五公里社区、南山社区、后南定社区、宇峰社区、四砂社区、翟家村、崔军村、白家村、马庄村、三泉村、漫泗河村、南店村、前南定村、小董村、小旦村、大旦村、田家村、郭辛村、岳店村、南定热电厂类似社区、山东铝业类似社区、冶金机械厂类似社区、淄博铝厂类似社区和蓄电池厂类似社区。